# Yan'an
Yan'an (kinesisk: 延安市, pinyin: Yán’ān Shì, W.-G.: Yen-an) er en by på præfekturniveau i den nordlige del af provinsen Shaanxi i det centrale Kina. Præfekturet har et areal på 37,000 km2, og en befolkning på 	2.150.800 mennesker (2006).

## Rød turisme
Yan'an er et turistrejsemål for såkaldt «rød turisme» på grund af stedets betydning som base- og opladningssted for de kinesiske kommunister før det sidste opgør med Kuomintangregeringen og Mao Zedongs magtovertagelse i Kina.
I Yan'an ligger amtet Zhidan, der tidligere hed Bao'an, som fra juli 1936 til januar 1937 var hovedstad for det kommunistisk-kontrollerede Kina under den kinesiske borgerkrig, hvorpå hovedkvarteret blev flyttet til Yan'an, som var ny hovedstad til 1947.

## Administrative enheder
Administrativt består Yan'an af et bydistrikt og tolv amter:
- Bydistriktet Baota (宝塔区), 3.556 km², 400.000 indbyggere, administrationssæde;
- Amtet Yanchang (延长县), 2.295 km², 150.000 indbyggere;
- Amtet Yanchuan (延川县), 1.941 km², 180.000 indbyggere;
- Amtet Zichang (子长县), 2.405 km², 240.000 indbyggere;
- Amtet Ansai (安塞县), 2.984 km², 160.000 indbyggere;
- Amtet Zhidan (志丹县), 3.781 km², 130.000 indbyggere;
- Amtet Wuqi (吴起县), 3.776 km², 130.000 indbyggere;
- Amtet Ganquan (甘泉县), 2.288 km², 80.000 indbyggere;
- Amtet Fu (富县), 4.185 km², 150.000 indbyggere;
- Amtet Luochuan (洛川县), 1.886 km², 200.000 indbyggere;
- Amtet Yichuan (宜川县), 2.945 km², 110.000 indbyggere;
- Amtet Huanglong (黄龙县), 2.383 km², 50.000 indbyggere;
- Amtet Huangling (黄陵县), 2.288 km², 120.000 indbyggere.

## Historie
I kinesisk middelalder blev Yan'an kaldt Yanzhou, og var et sted af strategisk militær betydning for kejserriget og for tanguterne i Det vestlige Xia-dynasti. Byen blev længe forsvaret med fremgang af Song-dynastiet (960-1279). Den førende af forsvarerne var den kinesiske videnskabsmand, statsmand og general Shen Kuo (1031-1095 AD). Men til slut blev den overtaget af tanguterne i 1082 efter at Shens defensive sejre blev gjort nyttesløse da den nye kansler Cai Que overlod byen til tanguterne som del af en fredsaftale. Yan'an og hele Shaanxi blev erobret af mongolerne sent i 1220-tallet, efter at deres leder Djenghis Khan var død under belejringen af Vestxiahovedstaden i 1227. 
Byen forblev på kejserdømmets hænder under Ming-dynastiet (1368-1644) og Qing-dynastiet (1644-1911). Derefter blev den del af Republikken Kina.
Yan'anområdet var målet for «Den lange march» og et vigtigt centrum for den kinesiske kommunistiske revolution (1935-1948). Kinas kommunister betragter Yan'an som revolutionens fødested. 
Den katolske katedral som var bygget under ledelse af en spansk franciskanerpater i 1934 blev overtaget af kommunisterne og benyttet som mødelokale af Mao og som stedet hvor hans modstandere blev fordømt. Senere blev den benyttet som kaderskole. Den (restaurerede) bygning er fremdeles et kommunistisk mindesmærke. 
Yan'an var det sted hvor partimedlemmer fik intensiv træning, og kommunistiske troppestyrker fik militær og politisk oplæring. Disciplinen var så høj at det var så godt som ingen tilfælde af voldtægt i landsbyerne omkring. 
I 1941 igangsatte Mao en serie oplæringsprogrammer med tanke på at «korrigere uortodokse tendenser», berigtigelseskampagnen. Folk blev indbudt og presset til at kritisere sådanne tendenser hos sig selv. Bønderne skulle også formes i kommunismens ånd. 
Under anden verdenskrig blev alle byens bygninger – med undtagelse af en bestemt pagode – ødelagt under japanske bombninger, og de fleste borgerne begyndte å bo i huler i området. Huleboliger var almindelige i denne del af Shaanxi fra tidligere. Mens Yan'an var centrum for den kinesiske revolution drog en række vestlige journalister, som Edgar Snow og Anna Louise Strong, der til for at interviewe Mao Tse-tung og andre fremstående ledere. 
Under anden verdenskrig var kommunisterne i Yan'an værter for United States Army Observation Group, også kendt som The Dixie Mission. Dette var en gruppe militære og civile amerikanske observatører som var sendt for at oprette formelle officielle forbindelser med den kommunistiske guerilla som kæmpede mod japanerne, og finde ud af om man kunne samarbejde med dem militært. Amerikanerne var til stede i Yan'an fra 1944 til 1947.
Yan'an er blevet tillagt en særlig politisk symbolværdi, et sted hvor kommunistledernes utopiske visioner ble afprøvet på alle samfundsfelter. Byen står for en slags maoistisk-kommunistisk "gullalder" som inspirerede mange mennesker, også unge mennesker i vesten.

## Trafik
Kinas rigsvej 210 løber gennem området. Den begynder i Baotou i Indre Mongoliet, fører gennem Yan'an, Xi'an, Chongqing og Guiyang og ender i Nanning i Guangxi.
36°36′N 109°29′Ø / 36.600°N 109.483°Ø